# Comedy Central
Comedy Central er en amerikansk TV-kanal, der sender komiske programmer, både originale og syndikerede. Kanalen er mest berømt for at sende den kontroversielle tv-serie South Park og for det politiske satire-talkshow, The Daily Show. Den danske version bliver lukket den den 1. Januar, 2019 og erstattes af Paramount Network. Comedy Central er i 2023 tilbage som kanal på den gratis streamingservice Pluto TV.